# Oléoducs du Northern Gateway
L'oléoduc du Northern Gateway est un projet de construction d'un double  oléoduc sur une distance de 1 177 km, allant de Bruderheim (Alberta) à Kitimat (Colombie-Britannique). La section coulant vers l'est servirait au transport de condensat de gaz naturel vers l'Alberta, tandis que la section coulant vers l'ouest transporterait du dilbit — bitume provenant des sables bitumineux de l'Athabasca dilué avec le condensat de gaz naturel — vers le nouveau terminal pétrolier de Kitimat, où il serait chargé dans des pétroliers à destination des marchés asiatiques. Le projet comprendrait aussi des infrastructures maritimes pour le chargement des pétroliers et le déchargement des bateaux-citernes de condensat. Ce projet proposé en 2006 a été reporté à plusieurs reprises. Il serait réalisé par Enbridge Inc., une société canadienne d'oléoducs pour le transport de pétrole brut et produits liquides.
Selon Enbridge, l'oléoduc et le terminal pétrolier, une fois terminés, fourniraient 104 emplois permanents dans la société et 113 reliés aux services maritimes. Divers groupes de Premières nations et d'environnementalistes ont dénoncé le projet en raison des risques aux plans environnemental, économique, social et culturel posés par l'oléoduc. Les partisans du projet soulignent, au contraire, que l'oléoduc serait bénéfique pour les autochtones, en leur fournissant une participation économique, de la formation, des emplois et des programmes de développement de la communauté.
Le projet a cependant été sévèrement critiqué par des groupes autochotones. Des groupes comme l'alliance Yinka Dene se sont organisés pour contrer le projet. En décembre 2010, 66 communautés amérindiennes de Colombie-Britannique, dont beaucoup vivent sur des terres que traverserait l'oléoduc, ont signé une déclaration conjointe d'opposition au projet et 40 autres y ont par la suite ajouté leur appui. De nombreuses organisations non-gouvernementales (ONG) s'opposent également au projet en raison des déversements déjà survenus et des inquiétudes que suscitent l'expansion des sables bitumineux et les risques inhérents au transport du pétrole.
Le projet est définitivement abandonné le 29 novembre 2016.

## Histoire
Le projet de Northern Gateway (littéralement, « corridor nordique ») est annoncé en 2006, après la signature d'un accord de coopération avec PetroChina, en 2005, garantissant que l'oléoduc serait utilisé à pleine capacité. PetroChina s'était engagée à acheter 200 000 barils (32 000 m3) par jour de brut acheminé par l'oléoduc. En 2007, toutefois, PetroChina se retire du projet en raison des retards dans sa mise en place.
Le 4 décembre 2009, l'Office national de l'énergie (ONE) et l'Agence canadienne d'évaluation environnementale (ACEE) publient le cadre de référence pour l'examen environnemental de l'oléoduc du Northern Gateway.
Enbridge soumet sa demande à l'ONE le 27 mai 2010. Cette demande sera examinée par une Commission d’examen conjoint (CEC) formée par l'ACEE et l'ONE. Le 19 janvier 2011, le CEC demande à Enbridge de fournir un complément d'informations sur la conception du projet et l'évaluation des risques engendrés par la difficulté d'accès et les particularités d'une situation géographique exceptionnelle. 
En dépit des pressions et de la longue controverse entourant le projet, le gouvernement Harper approuve en juin 2014 ce projet de 7,9 milliards de dollars, moyennant 209 conditions, garantissant notamment la protection d'espèces menacées et une réserve de 950 millions de dollars pour couvrir les frais éventuels occasionnés par un déversement accidentel,. Justin Trudeau et Tom Mulcair, respectivement chefs du Parti libéral du Canada et du Parti Néo démocrate, ainsi qu'Elizabeth May, chef du Parti Vert, s'engagent à renverser cette décision si leur parti est élu à la tête du prochain gouvernement.
Même si la compagnie Enbridge s'empresse d'accepter les conditions, certaines ne pourraient être satisfaites que début 2016. Par ailleurs, la première ministre de Colombie-Britannique signale que quatre des cinq conditions que son gouvernement a posées (voir Aspects politiques) n'ont toujours pas été remplies, notamment au plan de l'environnement, des Premières nations et des redevances économiques. Dès le 18 juin 2014, le président du Conseil de la nation haïda annonce que les Premières Nations de la Colombie-Britannique, surmontant leurs différends et s'unissant pour réclamer une reconnaissance globale de leurs droits, vont contester devant les tribunaux le feu vert donné par le gouvernement fédéral au projet d’oléoduc. Le 30 juin 2016, la Cour fédéral d'appel invalide l'approbation du projet par le gouvernement Harper au motif que  la consultation des Premières Nations avait été «inadéquate».

## Aspects techniques
Le projet consiste à construire deux oléoducs parallèles entre un terminal terrestre à Bruderheim (Alberta) et un terminal maritime près de Kitimat (Colombie-Britannique), mesurant chacun 1 177 km de long. Le pétrole en provenance des sables bitumineux coulerait de Bruderheim à Kitimat, tandis que le condensat de gaz naturel importé de Russie coulerait dans l'autre sens. Le condensat serait mélangé au bitume pour servir de diluant afin d'en réduire la viscosité et en faciliter l'acheminement par oléoduc,.
Il faut typiquement 1 baril de diluant pour 3 barils de bitume. Le diluant est ensuite récupéré à la raffinerie et réexpédié.
Une section d'environ 520 km serait située en Alberta, et une autre de 657 km en Colombie-Britannique. Le tracé prévu, qui prend son origine à Bruderheim et aboutit à Kitimat, passe par des stations de pompage installées à Whitecourt, Smoky River, Tumbler Ridge, Bear Lake, Fort St. James, Burns Lake et Clearwater. Deux tunnels seront nécessaires pour traverser les montagnes de la Chaîne Côtière, l'un de 6,5 km sous le Clore et l'autre de 6,6 km sous le Hoult.
L'oléoduc de pétrole aurait un diamètre de 910 mm et une capacité de 525 000 barils (83 500 m3) par jour. Celui de condensat aurait un diamètre de 510 mm et une capacité de 139 000 barils (30 700 m3) par jour. Enbridge prévoit terminer la construction des pipelines en 2015. Le coût total du projet, incluant le terminal maritime de Kitimat, serait de 5,5 milliards $ CA. Le terminal de Kitimat comprendrait deux quais pour pétroliers, l'un destiné aux pétroliers VLCC et l'autre aux pétroliers transportant des condensats de type Suezmax. Il y aurait aussi des réservoirs et une station de pompage.
Les installations alimenteraient un trafic de 220 pétroliers par an, soit une moyenne de 18 par mois. Les pétroliers emprunteraient le Douglas channel et passeraient par Hartley Bay pour ensuite déboucher dans le détroit d'Hecate et se diriger vers le Pacifique par l'entrée Dixon ou par le bassin de la Reine-Charlotte.

## Évaluation environnementale
Cet oléoduc, qui doit franchir quelque 1 000 cours d'eau risque d'avoir un fort impact sur l'environnement, avant même d'atteindre Kitimat.
Un projet d'oléoduc transprovincial nécessite une évaluation par le CEC, qui doit fournir une évaluation environnementale et un cadre réglementaire. La première audience du CEC a eu lieu le 10 janvier 2012 à Kitimat.
D'autres types d'études, notamment l'évaluation des retombées économiques, sont aussi nécessaires avant l'approbation du projet. Cependant, selon la loi actuelle, les recommandations de la CEC ne sont pas contraignantes et le projet pourrait être approuvé même s'il comportait d'importantes conséquences aux plans environnemental et économique. Au niveau provincial, le projet peut aussi faire l'objet d'une évaluation par le Bureau d'évaluation environnementale de Colombie-Britannique.
Une décision favorable à la construction est rendue le 19 décembre 2013. La commission attache toutefois à son accord de nombreuses conditions, allant « de la protection de l'habitat du caribou jusqu'au comportement du pétrole dans un environnement marin. »
En juin 2014, des centaines de scientifiques demandent au gouvernement de rejeter ce rapport. Ils invoquent le fait que « la commission n'a pas pris en compte la hausse globale des émissions de gaz à effet de serre qui résulterait de l'augmentation de la production des sables bitumineux en Alberta à des fins d'exportations, via l'oléoduc vers la côte ouest » ni les risques sur la vie marine.

## Opposition

### Parti NPD et Parti libéral
Le parti NPD, opposition officielle depuis l'élection de 2011, est opposé au projet, ainsi que le Parti libéral du Canada. Selon un observateur commentant le rapport favorable du comité d'évaluation environnementale, le gouvernement Harper n'aurait donc pas, en 2014, « l'autorité morale » de donner le feu vert à ce projet d"oléoduc à la veille d'une élection fédérale.

### Parti NPD de Colombie-Britannique
Adrian Dix, qui était candidat à l'élection du printemps 2013 en Colombie-Britannique, a fait campagne en promettant de retirer la province du processus d'évaluation fédérale et de contester, en cas de son arrivée au pouvoir, la juridiction du gouvernement fédéral en cette matière, considérant que l'évaluation environnementale relève de sa propre juridiction,.

### Groupes autochtones

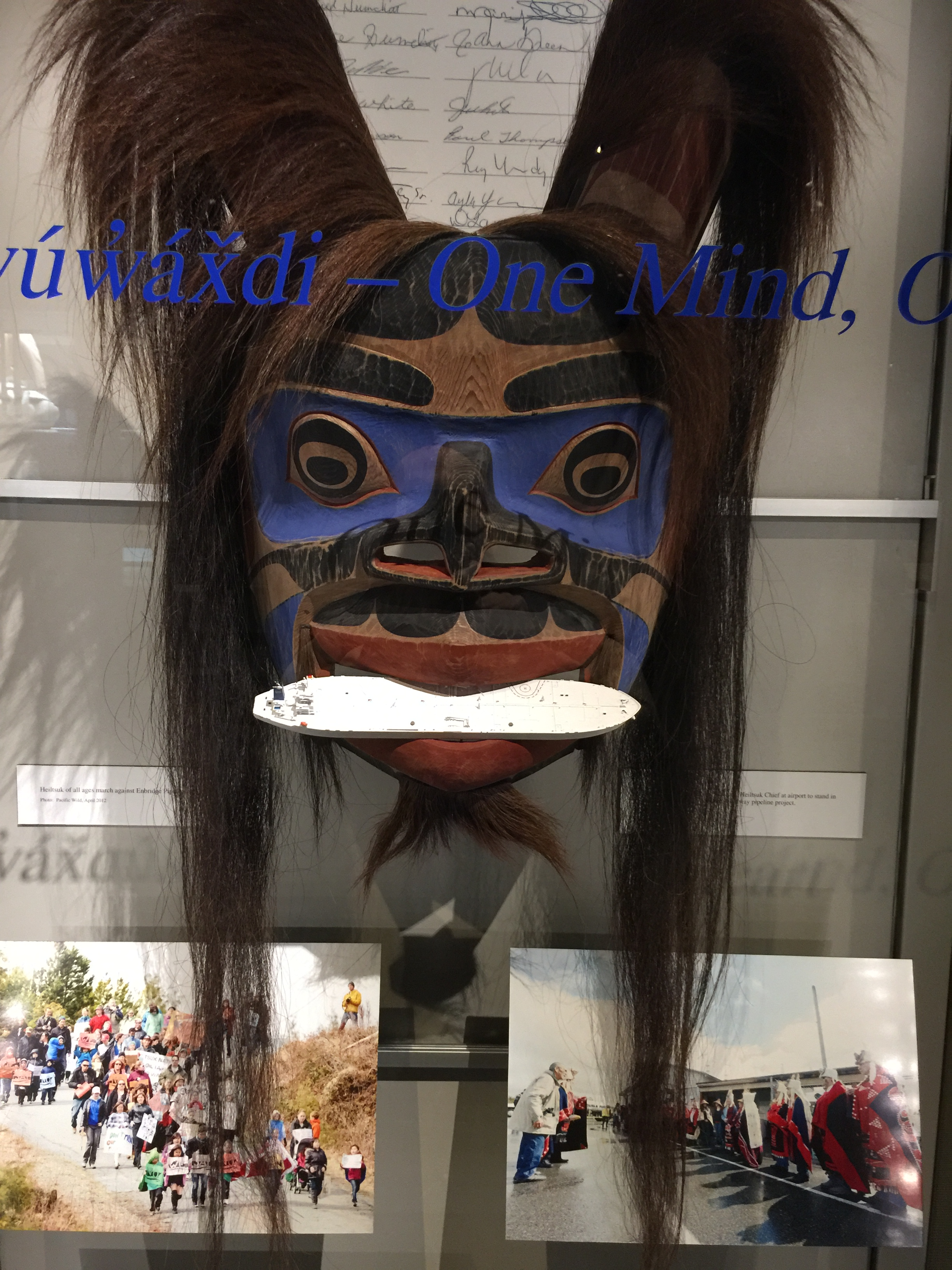
‘Yágis, 2012 (’Nusí, Ian Reid). Installation marquant l’opposition de la nation Heiltsuk à cet oléoduc. Musée d'anthropologie de Vancouver.

Les 25 groupes de Premières nations établis le long du parcours proposé sont quasiment unanimes dans leur opposition au projet. C'est le cas notamment de l'alliance Yinka Dene, des Premières nations établies le long de la côte,, des Wet'suwet'en, ainsi que des Saik'uz, et de 130 autres groupes.
En septembre 2013, les représentants de l'alliance Yinka Dene demandent aux Nations unies de faire enquête sur les permis de travaux exploratoires octroyés par la province à Enbridge, en dépit de l'opposition des peuples autochtones.
À la suite de la recommandation favorable du CEC, en décembre 2013, la Première nation de Lac Babine annonce son intention d'en appeler devant les tribunaux au cas où le gouvernement donnerait son accord final au projet.

### Groupes environnementaux
Greenpeace Canada, Dogwood Initiative et ForestEthics sont quelques-uns des organismes qui font campagne contre le projet d'Enbridge,,,. Ces groupes sont particulièrement inquiets du fait que, si le projet va de l'avant, des pétroliers VLCC, d'une capacité de 300 000 tonnes, emprunteraient chaque jour le fjord qui va de Kitimat à Hartley Bay. Or, un accident maritime est déjà arrivé à cet endroit, en 2006, quand le ferry Queen of the North avait heurté un récif et coulé, souillant encore aujourd'hui les eaux et le rivage par des fuites du fioul enfermé dans ses réservoirs sous 450 m d'eau. Des critiques soulignent que la présentation de la route maritime faite par une vidéo d'Enbridge a effacé les centaines d'îles qui encombrent le chenal Douglas et qui rendent la navigation très difficile, surtout pour de grands pétroliers.
Cette région abrite en outre la forêt pluviale de Great Bear, une forêt tempérée humide d'une grande richesse en biodiversité. Le pipeline traverserait près de mille cours d'eau situés dans les territoires autochtones.

## Problèmes soulevés

### Impact sur les groupes autochtones
La déclaration Sauvez le Fraser a été signée par plus de 130 tribus amérindiennes, qui s'opposent au passage d'un oléoduc sur leurs terres.
Enbridge a offert une participation de 10 % dans ce projet de 5,5 milliards, sur les 30 prochaines années, aux groupes autochtones concernés. En outre, Enbridge déposera 1 % des revenus avant impôt générés par le projet dans un fonds spécial, qui produirait 100 000 000 $ sur 30 ans, à l'usage des groupes autochtones et non autochtones. La compagnie s'attend à ce que les autochtones constituent près de 15 % de la main d’œuvre requise par la construction de l'oléoduc.
Enbridge ignore toutefois les coûts économiques et environnementaux de son projet : impact négatif sur les emplois existants, pertes d'emploi dues à des fuites éventuelles de pétrole, émissions de gaz à effet de serre. Même en l'absence de fuite de pétrole, l'oléoduc et le trafic des pétroliers vont nuire aux pêcheries existantes ainsi qu'à l'économie touristique.
Selon Enbridge, qui ne cite aucun nom, 60 % des Premières nations affectées par le projet auraient déjà signé une entente. Toutefois, aucune des tribus dont les terres sont situées sur le tracé de l'oléoduc n'a signé.
Les offres d'Enbridge vont créer davantage de division parmi les premières nations, comme cela s'est passé avec l'annonce prématurée en 2011 du soutien des chefs héréditaires Gitxan, en échange de 7 000 000 $ : cette entente a été rapidement rejetée par 45 autres chefs Gitxan et n'a gardé l'appui que du seul chef Elmer Derrick, qui avait négocié l'entente. Ce dernier a par la suite été démis de ses fonctions de négociateur,,,,.
Plusieurs groupes des Premières nations (notamment les Haisla, les Gitga'at, les Gitxaala, les Wet'suwet’en, les Nadleh Whut'en, les Nak'azdli) ont déclaré publiquement que ni la Couronne ni la CEC n'ont respecté leur obligation de consultation et d'accommodement avec les autochtones qui possèdent des droits sur les territoires visés par le projet

### Impact économique
La société Wright Mansell Research Ltd affirme dans son analyse du projet que celui-ci servira de catalyseur et de stimulus économique pour le Canada durant de nombreuses années, générant des retombées substantielles et largement distribuées dans la population. Ces affirmations ont été contestées en 2012 par l'ancienne directrice générale d'une compagnie d'assurance, Robyn Allan, qui soutient que ce projet pourrait en fait nuire aux secteurs non pétroliers de l'économie canadienne . On craint également que la « fièvre des sables bitumineux » entraîne une appréciation du dollar qui nuirait aux exportations des autres secteurs de l'économie. Entre 2004 et 2010, le secteur manufacturier, surtout situé en Ontario et au Québec, a perdu plus de 500 000 emplois, dont le tiers serait attribuable à l'appréciation du dollar,.

### Moratoire en Colombie-Britannique sur les pétroliers

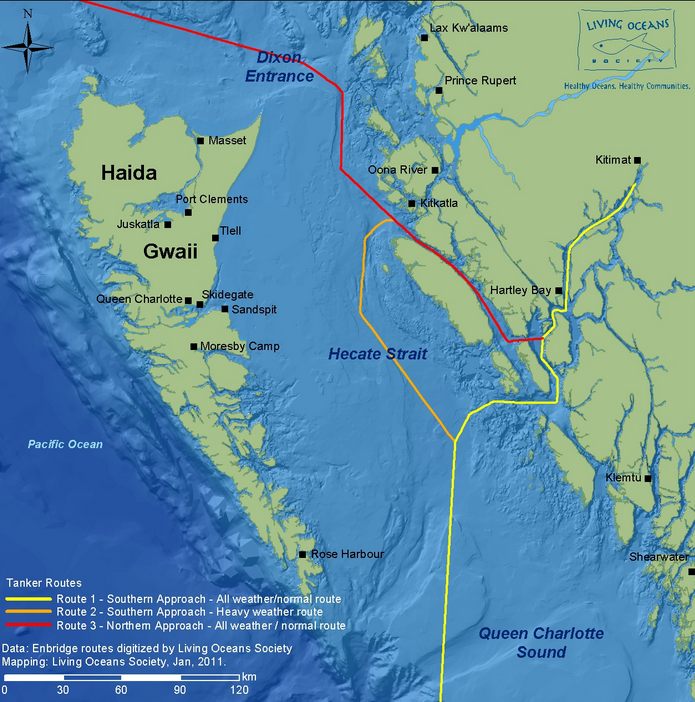
Routes proposées pour les pétroliers du Northern Gateway.

Depuis 1972, un moratoire de fait est en vigueur sur le trafic des superpétroliers venant d'Alaska dans l’entrée Dixon, le détroit d'Hecate et le détroit de la Reine-Charlotte. Depuis cette date, les gouvernements fédéral et provincial ont commandé périodiquement des études pour déterminer si ce moratoire devait être levé. Chacune de ces études a conclu que le risque de fuite est trop élevé. En 2003-2004, le gouvernement a entamé un processus de révision tripartite, comprenant une étude scientifique de la Société royale du Canada (SRC), une consultation des Premières nations concernées et un processus de consultations publiques. Le rapport de la SRC a conclu que les restrictions actuelles sur le trafic pétrolier le long de la côte ouest de la Colombie-Britannique devraient être maintenues.
En 2009, la position du Canada est qu'il n'y a pas de moratoire sur le trafic pétrolier dans les eaux côtières de la Colombie-Britannique. Toutefois, le 7 décembre 2007, Scott Vaughan, commissaire à l'environnement et au développement durable, écrit dans son rapport que le Canada ne serait pas prêt à gérer un déversement de pétrole majeur en provenance d'un pétrolier, notamment parce que son plan d'urgence est périmé.
En décembre 2010, la Chambre des communes a adopté une motion non contraignante bannissant le trafic pétrolier dans l’entrée Dixon, le détroit d’Hécate et le détroit de la Reine-Charlotte ,,,.

### Chronique des incidents d'Enbridge
Les critiques du projet citent notamment les nombreux cas de déversement de brut en raison de problèmes d'installation dans les oléoducs d'Enbridge et de non-respect des règles imposées par le gouvernement . Au total, « selon l’Institut Polaris, Enbridge serait responsable de pas moins de 804 déversements en Amérique du Nord entre 1999 et 2010. »
- 2013. L'ONE oblige Enbridge à dévoiler les mesures de sécurité mises en place à 125 de ses stations de pompage. Il appert que 117 de celles-ci ne respectaient pas les normes de l'ONE. Parmi les manquements les plus graves, il y avait l'absence d'un système électrique de secours dans 109 stations et pas de fermeture d'urgence dans 83 stations[70].

- 2012. En juillet, 190 000 L de brut se déversent au Wisconsin[71]. Cela fait suite à une fuite de 230 000 L près de Red Deer (Alberta) un mois plus tôt[72].

- 2011. Le premier jour des audiences publiques sur le projet Northern Gateway, les services américains de régulation des oléoducs ont informé Enbridge qu'il y avait une fuite sur son pipeline Stingray. Enbridge a déclaré que les opérations pouvaient continuer sur ce pipeline, qui transporte 560 000 000 pieds cubes par jour de gaz naturel depuis les puits du Golfe du Mexique. On pouvait apercevoir des bulles provenant de la fuite jusqu'à 100 km de la côte de la Louisiane[73].

- 2010. Déversement de plus de 3 000 000 000 L dans la Kalamazoo, en plus d'une fuite dans la région de Chicago.

- 2008. Plus de 500 violations des normes sont observées dans les installations au Wisconsin, durant une année. Enbridge a connu plus de 600 fuites et bris de matériel au cours des 10 années précédentes[74],[75].

### Opinion publique
De nombreuses enquêtes, commanditées par Enbridge, Ethical Oil et d'autres intérêts pétroliers, ont été menées sur le projet de Northern Gateway. Selon un rapport d'Abacus Data, en janvier 2012, 38 % des Canadiens seraient en faveur de l'oléoduc contre 29 % qui s'y opposent. 33 % déclarent ne pas avoir d'opinion.
Un autre sondage, mené par Forum Research à la mi-janvier 2012, conclut que la proportion de Canadiens opposés au projet était tombée de 51 % à 43 % en deux mois, et que l'appui au projet demeurait stable, à 37 %, tandis que 20 % restaient indécis.
La société de sondage Justason Market Intelligence indique en mars 2012 que 66 % des résidents de Colombie-Britannique étaient opposés au transport de pétrole dans les eaux côtières de la province.
En avril 2012, un sondage de Forum Research chez les résidents de Colombie-Britannique indique une opposition en hausse, allant de 46 à 52 % en l'espace de quatre mois.
En août 2013, beaucoup considèrent que l'avenir de ce projet est sérieusement compromis et que, par ses erreurs et son arrogance, Enbridge a rendu les Premières nations de plus en plus hostiles au passage d'un oléoduc sur leurs terres.

### Aspects politiques
La question de l'oléoduc a été un sujet de controverse entre le gouvernement de l'Alberta et celui de la Colombie-Britannique depuis 2011, lorsque le gouvernement d'Alison Redford en Alberta commença à faire pression sur celui de la Colombie-Britannique afin d'obtenir son appui. Dans un discours donné le 8 mars 2011 à « une réunion de la famille conservatrice » organisée par Preston Manning à Ottawa, Christie Clark déclara appuyer les pipelines de gaz naturel liquéfié mais qu'elle n'était pas convaincue des bénéfices qu'apporterait le projet du Northern Gateway.
À la suite du déversement de l'oléoduc 6B dans la Kalamazoo au Michigan, le gouvernement de la Colombie-Britannique a posé cinq conditions préalables à son appui à un projet d'oléoduc:
- Réussite complète du processus d'évaluation environnementale. Dans le cas d'Enbridge, cela signifie une recommandation favorable de la part de la CEC.
- Faire preuve d'une expertise mondiale en réponse à des déversements de brut dans la mer, système de prévention et de récupération approprié aux zones côtières de la province afin de gérer et mitiger les risques et les coûts d'un déversement accidentel de brut.
- Faire preuve d'une expertise mondiale en matière de prévention de déversement de brut sur terre.
- Se conformer aux exigences légales des traités avec peuples autochtones et fournir à ceux-ci les informations et les ressources nécessaires pour qu'ils puissent participer et tirer profit du projet.
- Remettre à la Colombie-Britannique sa juste part des bénéfices fiscaux et économiques d'un projet d'acheminement de brut, et que cette part reflète adéquatement le niveau et la nature des risques que ce projet entraîne pour la province, l'environnement et les contribuables.

En juin 2012, Christy Clark boycotte une réunion des premiers ministres canadiens sur une politique nationale d'énergie, déclarant : « aussi longtemps que nous ne verrons pas de progrès dans les discussions entre la Colombie-Britannique, l'Alberta et le gouvernement fédéral en ce qui a trait au projet d'oléoduc à travers la Colombie-Britannique, nous ne participerons pas à des discussions sur une politique nationale de l'énergie ». Cette position vient sans doute du fait que cette province ne recevrait que six milliards sur les 81 milliards de dollars que le projet devrait générer en revenu pour le gouvernement fédéral sur une période de 30 ans, alors qu'elle assume la plus grande partie des risques. En juillet 2012, Clark déclare qu'elle disait non au projet, à moins que l'Alberta entame des négociations avec sa province sur le partage des revenus : « Si l'Alberta ne veut pas s'asseoir à la table et discuter, alors ça s'arrête là». À l'automne 2013, alors que l'Alberta exclut tout partage des redevances, la Colombie-Britannique explore la possibilité de négocier des droits d'accise avec le gouvernement fédéral ou les compagnies expéditrices, ainsi que la construction d'une raffinerie sur son territoire.
Après la clôture des audiences sur le projet, le 24 juin 2013, le ministre des Ressources naturelles annonce un renforcement des mesures de protection environnementale reliées à ce projet, en affirmant le principe du « pollueur payeur » et en annonçant que tout projet important d'oléoduc devra désormais disposer d'un fonds de réserve de 1 milliard de dollars pour faire face à une catastrophe majeure. Les amendes en cas de fuite sont aussi augmentées de façon significative.
Le 5 novembre 2013, l'Alberta accepte les cinq conditions posées par la Colombie-Britannique, tout en précisant qu'il n'est pas question de partager les royalties mais qu'il appartient aux compagnies impliquées de négocier directement avec la province voisine. Toutefois, le gouvernement de la Colombie-Britannique n'appuie pas le projet, estimant que Enbridge n'a pas expliqué de façon satisfaisante comment elle gérerait un déversement pétrole dans les eaux côtières.

## Solutions alternatives
Divers projets sont en cours ou en examen afin de transporter le pétrole en provenance des sables bitumineux vers les marchés :
- En mars 2015, Pacific Future Energy propose d'abandonner complètement le projet d'oléoduc et de construire plutôt une raffinerie à Prince Rupert en Colombie-Britannique, au coût de 11,4 milliards de dollars américains. Selon Stockwell Day, qui agit comme conseiller de cette compagnie, cette solution serait nettement moins dommageable pour l'environnement en cas de déversement accidentel en mer, car les produits raffinés restent à la surface tandis que le pétrole brut des sables bitumineux tapisse le fond marin et détruit l'écosystème[90].
- En septembre 2013, Greenpeace révèle qu'un projet est en cours, entre la compagnie chinoise Nexen et le Canadien National, pour transporter par rail jusqu'à Prince Rupert un tonnage de pétrole équivalent à celui du Northern Gateway[91].
- La société Kinder Morgan opère le Trans Mountain pipeline system, de 1150 km de long, qui va d'Edmonton (Alberta) à des terminaux et raffineries situés au centre de la Colombie-Britannique, ainsi que dans la région de Vancouver et celle du détroit de Puget dans l'État de Washington[92]. Cette entreprise voudrait augmenter la capacité de l'oléoduc jusqu'à douze fois sa capacité actuelle, pour la porter à 600 000 barils par jour[93]. Selon Kinder Morgan, l'expansion de cet oléoduc serait moins coûteuse que la construction du Northern Gateway et ne se heurterait pas à l'opposition que rencontre Enbridge[94].
- Kinder Morgan va aussi construire, en partenariat avec Keyera, au nord d'Edmonton, l'Alberta Crude Terminal, comportant 20 stations de pompage, pour transporter par train 40 000 bbl/j vers les raffineries nord-américaines[95].
- Un autre projet est celui de l'oléoduc Keystone XL de TransCanada[96], qui achemine le pétrole albertain aux raffineries du Texas. Le système actuel d'une capacité de 590 000 barils par jour (94 000 m3) passerait à 830 000 barils, soit 132 000 m3/j. À l'été 2013, le projet attend toujours le feu vert du président américain.
- TransCanada envisage aussi d'acheminer le pétrole vers l'Est du Canada, au moyen de l'oléoduc Énergie Est, qui transporterait 1 100 000 barils par jour, afin d'alimenter les provinces de cette région ainsi que les états américains voisins et le marché international[97].
- Enbridge possède déjà un important réseau d'oléoducs aux États-Unis avec la Ligne 67 surnommée « Alberta Clipper », qui transporte 450 000 barils par jour, allant de Hardisty (Alberta) à Superior (Wisconsin). En 2013, cette compagnie a demandé l'autorisation de développer un réseau couvrant 5 000 km, qui transporterait 570 000 barils par jour et atteindrait, une fois terminé, une capacité de 880 000 barils par jour. Ce projet nécessitera lui aussi l'approbation du président américain[98].
- Enbridge envisage également d'acheminer le pétrole albertain vers l'Est du Canada en inversant la direction de l'oléoduc 9B, qui transporte actuellement de Montréal à Sarnia (Ontario) du pétrole importé, et dont la capacité de 240 000 barils par jour serait portée à 300 000 barils[99].
- En 2013, le rail sert déjà à transporter 137 000 barils par jour, soit 4 % de la production de pétrole de l'ouest canadien vers les États-Unis ou la Colombie-Britannique en utilisant des voies conventionnelles[100].
- La société G7G, qui aurait l'appui des Premières nations[101], propose de transporter le pétrole par train électrique depuis Fort McMurray jusqu'à Delta-Junction (Alaska), où il serait pompé dans l'oléoduc trans-Alaska, dont la capacité de 2 140 000 barils (340 000 m3) par jour est actuellement sous-utilisée[100]. L'option du rail est considérée comme une alternative sérieuse au projet d'Enbridge, à tel point que la société Kitimat Clean envisage la construction d'une raffinerie à Kitimat pour y traiter le pétrole des sables bitumineux qui y sera acheminé[102].
- Une autre option serait de transporter le brut par rail[103] de Fort McMurray à Le Pas (Manitoba), où il rejoindrait le chemin de fer de la baie d'Hudson, une ligne actuellement surtout utilisée pour le transport du grain et de matières premières, qui aboutit à Churchill (Manitoba), dont le port permet déjà d'accueillir des pétroliers de type Panamax[104].
- Au printemps 2013, Radio-Canada révèle que l'Alberta étudie un projet d'acheminement vers le Nord, par la vallée du Mackenzie jusqu'à la mer de Beaufort[105].